# Marchef w butonierce
Marchef w butonierce – siódmy studyjny album polskiego zespołu punkrockowego Pidżama Porno, wydany 23 kwietnia 2001 przez S.P. Records.
Nagrania dotarły do 4. miejsca zestawienia OLiS.

## Lista utworów
na podstawie zdjęć okładki SPCD 071/01 zamieszczonych w Archiwum Polskiego Rocka, w drugiej kolejności na podstawie opisu w Archiwum Polskiego Rocka
1. „Twoja generacja” („Nienawidzę twojej generacji”[8]) 3:27
2. „Marchef w butonierce” 3:25
3. „Chłopcy idą na wojnę” 4:19
4. „Tom Petty spotyka Debbie Harry” 4:11
5. „Taksówki w poprzek czasu” 2:58
6. „Bon ton na ostrzu noża” 3:48
7. „Noc jak noc” 5:11
8. „Brudna forsa” 4:14
9. „Pryszcze” 4:14
10. „Zabiłem go” 3:00
11. „Idą brunatni” 4:58
12. „Chcąc pokonać Babilon” 3:30
13. „Nocny gość” 06:05
14. --- 00:07
15. --- 00:07
16. Przed A/ „Następna stacja” 00:11
17. A/ „Tom Petty potyka się o Debbie Harry” (wersja żywa) 04:16
18. B/ „Taksówki bez” (wersja ze Studia Czad) 04:16
19. C/ „Babilon” (Swarzędz Travel All Inclusive) 03:12
20. D/ „Nocny gość” (wersja Wampira Janowskiego) 06:07

## Wykonawcy
- Krzysztof „Grabaż” Grabowski – śpiew
- Andrzej „Kozak” Kozakiewicz – gitara elektryczna
- Sławomir „Dziadek” Mizerkiewicz – gitara elektryczna
- Julian „Julo” Piotrowiak – gitara basowa
- Rafał „Kuzyn” Piotrowiak – perkusja

oraz gościnnie:
- Maciej Niemczynowicz – saksofon, chórki
- Semen – saksofon
- Szkodnik – trąbka
- Piotr Korzeniowski – trąbka
- Sławomir Janowski – instrumenty klawiszowe
- Arkadiusz Rejda – akordeon
- Agnieszka Gładyszak – skrzypce
- Bartosz Liczbański – mandolina